# Eupalaestrus weijenberghi
Espèce
Synonymes
- Lasiodora weijenberghii Thorell, 1894
- Eurypelma saltator Simon, 1903
- Paraphysa riparia Schmidt & Bolle, 2008

Eupalaestrus weijenberghi est une espèce d'araignées mygalomorphes de la famille des Theraphosidae.

## Distribution
Cette espèce se rencontre au Brésil, en Uruguay et en Argentine.

## Publication originale
- Thorell, 1894 : Förteckning öfver arachnider från Java och närgrändsande öar, insamlade af Carl Aurivillius; jemte beskrifningar å några sydasiatiska och sydamerikanska spindlar. Bihang till Kungliga Svenska Vetenskaps-Akademiens Handlingar, vol. 20, no 4, p. 1-63 (texte intégral).